# Schneidewort
Ein Schneidewort (japanisch: Kireji (切れ字)) ist in der japanischen Literatur eine hör- und lesbare Zäsur im Text und markiert in der Regel eine vom Autor oder Sprecher gewollte Atem-, Sprech- bzw. Lesepause oder auch Exklamation.
Im Deutschen entsprechen den Kireji Satzzeichen wie Komma, Punkt, Doppel- oder Strichpunkt, Ausrufe- und Fragezeichen, Gedankenstrich usw. oder emphatische Interjektionen wie „Ah!“ und „Oh!“. Im Japanischen werden auch als Satzzeichen gemeinte Schneideworte ausgesprochen.

## Verwendung
Aufgrund ihres Wortcharakters gehen Kireji auch weit über die Funktion bloßer Satzzeichen hinaus. Alexis Doßler schreibt über die Bedeutung von Kireji für den Haiku:
„… Sie können Ausruffunktion haben (keri), eine Wahrscheinlichkeit ausdrücken (ramu/ran) oder als Ellipse fungieren. Sie können anzeigen, dass ein Gedanke endet und einen neuen ankündigen. Kireji können rein grammatikalische Funktionen übernehmen, so z. B. als Fragepartikel (ka), Tempusmarker und als Punkt oder Semikolon fungieren. Der japanische Haiku-Dichter Hirai stellt des Weiteren den Klang von Kireji als besonderes Charakteristikum heraus...“
Doßler macht die Funktion eines Kireji („ya“) anhand des sehr bekannten Frosch-Haiku des berühmten Haiku-Dichters Matsuo Bashō (1644–1694) nachvollziehbar:
furuike ya

kawazu tobikomu

mizu no oto
Der Linguist Norbert Fries erklärt: „Das Kireji やya repräsentiert nicht nur ein würdevolles Ende der ersten Zeile, sondern teilt das Frosch‐Haiku in zwei Hälften und impliziert eine Gleichung, welche dazu anregen soll, das Verhältnis beider Teile zu ergründen.“